# هالسي رودمان
هالسي رودمان (بالإنجليزية: Halsey Rodman)‏ هو فنان أمريكي، ولد في 1973.